# Open Sud de France 2013
L'Open Sud de France 2013 è stato un torneo di tennis giocato su campi in cemento al coperto. È stata la 26ª edizione dell'evento conosciuto prima come Grand Prix de Tennis de Lyon e successivamente come Open Sud de France, ed appartiene alla serie ATP World Tour 250 series nell'ambito dell'ATP World Tour 2013. Gli incontri si sono giocati nella Park&Suites Arena, a Montpellier, in Francia, dal 4 al 10 febbraio 2013.

## Partecipanti

### Teste di serie
| Nazionalità | Giocatore          | Ranking* | Testa di serie |
| ----------- | ------------------ | -------- | -------------- |
| Rep. Ceca   | Tomáš Berdych      | 6        | 1              |
| Serbia      | Janko Tipsarević   | 9        | 2              |
| Francia     | Richard Gasquet    | 10       | 3              |
| Francia     | Gilles Simon       | 14       | 4              |
| Russia      | Nikolaj Davydenko  | 37       | 5              |
| Francia     | Julien Benneteau   | 38       | 6              |
| Serbia      | Viktor Troicki     | 39       | 7              |
| Francia     | Benoît Paire       | 42       | 8              |
| Francia     | Paul-Henri Mathieu | 54       | 9              |

* Ranking al 28 gennaio 2013.

### Altri partecipanti
I seguenti giocatori hanno ricevuto una wildcard per il tabellone principale:
- Julien Benneteau
- Adrian Mannarino
- Lucas Pouille

I seguenti giocatori sono passati dalle qualificazioni:

- Adrián Menéndez Maceiras
- Arnau Brugués-Davi
- Guillermo Olaso
- Florent Serra

Lucky Loser:
- Kenny de Schepper

## Campioni

### Singolare
Richard Gasquet ha sconfitto in finale  Benoît Paire per 6-2, 6-3.
- È il nono titolo in carriera per Gasquet, il secondo del 2013.

### Doppio
Marc Gicquel /  Michaël Llodra hanno sconfitto in finale  Johan Brunström /  Raven Klaasen per 6-3, 3-6, [11-9].